# پدی مک‌گوایر
پدی مک‌گوایر (۱۸۸۴-۱۶ نوامبر ۱۹۲۳) یک هنرپیشه ایرلندی بود.

## زندگینامه
پدی مک گوایر در ایرلند در سال ۱۸۸۴ یا ۱۸۸۵ به دنیا آمد. مک‌گوایر در فیلم‌های چارلی چاپلین و دیگر کارگردان‌های آن دوره بازیگر نقش مکمل بود، و هرگز بازیگر نقش اول نبوده‌است. مک‌گوایر در ۱۶ نوامبر ۱۹۲۳ در نوروالک، کالیفرنیا ،  ظاهراً به دلیل جنون یا فلج در نتیجه سیفلیس درگذشت.

## فیلم شناسی جزئی
- قهرمان (۱۹۱۵)
- فرار مینی‌بوسی (۱۹۱۵)
- ولگرد (۱۹۱۵)
- کنار دریا (۱۹۱۵)
- شغل (۱۹۱۵)
- بانک (۱۹۱۵)
- شانگهای (۱۹۱۵)
- شبی در نمایش (۱۹۱۵)
- پلیس (۱۹۱۶)